# Paraphrynus raptator
Espèce
Synonymes
- Hemiphrynus raptator Pocock, 1902

Paraphrynus raptator est une espèce d'amblypyges de la famille des Phrynidae.

## Distribution
Cette espèce se rencontre au Mexique au Campeche, au Yucatán et au Quintana Roo, au Guatemala, au Belize, au Honduras, à Cuba et aux États-Unis en Floride dans les Keys,.

## Description
Le mâle holotype mesure 28 mm.

## Publication originale
- Pocock, 1902 : Arachnida : Scorpiones, Pedipalpi, and Solifugae. Biologia Centrali-Americana, p. 1-71 (texte intégral).